# Seznam nosilcev srebrne medalje generala Maistra
Seznam nosilcev srebrne medalje generala Maistra.

## Seznam
(datum podelitve - ime)
- 16. maj 1993 - Damjan Antončič - Tomi Colja - Vladimir Korošec - Marko Krivec - Demitrij Perčič - Dušan Sanobar
- 27. oktober 1997 - Leon Tušar
- 11. maj 1998 - Marjan Grabnar
- 1. september 1998 - Bogomir Povše
- 19. oktober 1998 - Dragan Bavčar - Andrej Lipar - Danilo Metul Domitrović - Vojko Pavlin - Anton Turk
- 4. november 1998 - Andrej Bajt - Igor Nered
- 20. november 1998 - Marijana Mavsar
- 12. maj 1998 - Franc Javornik
- 12. maj 1999 - Silvester Bedrač
- 11. maj 2000 - Vojko Adamič - Alan Geder - Franc Medle - Andrej Osterman - Milorad Popović - Vojko Štembergar - Valter Vrečar
- 24. oktober 2000 - Alojz Jehart
- 14. maj 2001 - Ernest Anželj - Branko Keber - Alojz Završnik
- 15. oktober 2001 - Božidar Horaček
- 24. oktober 2001 - Branimir Furlan
- 29. marec 2002 - Ljubomir Kranjc
- 8. maj 2002 - Martin Jugovec - Bojan Vogrinc